# .gd
.gd (Granada) é o código TLD (ccTLD) na Internet para Granada.